# Cyrtarachne guttigera
Cyrtarachne guttigera är en spindelart som beskrevs av Simon 1909. Cyrtarachne guttigera ingår i släktet Cyrtarachne och familjen hjulspindlar.
Artens utbredningsområde är Vietnam. Inga underarter finns listade i Catalogue of Life.